# Mimosa hondurana
Mimosa hondurana är en ärtväxtart som beskrevs av Nathaniel Lord Britton och Joseph Nelson Rose. Mimosa hondurana ingår i släktet mimosor, och familjen ärtväxter. Inga underarter finns listade i Catalogue of Life.